# Åshuvud
Åshuvud este o arie protejată (arie specială de conservare — SAC, sit de importanță comunitară — SCI, arie de protecție specială avifaunistică — SPA) din Suedia întinsă pe o suprafață de 181,8 ha, integral pe uscat.

## Localizare
Centrul sitului Åshuvud este situat la coordonatele 56°41′21″N 14°12′05″E / 56.6892°N 14.2014°E.

## Înființare
Situl Åshuvud a fost declarat sit de importanță comunitară în aprilie 2004 pentru a proteja 1 specie de plante și 3 specii de animale. Alte tipuri de protecție:
- arie de protecție specială avifaunistică (în aprilie 2004)[2]
- arie specială de conservare (în martie 2011)[1][3][4]

## Biodiversitate
Situată în ecoregiunea boreală, aria protejată conține 2 habitate naturale: Taiga vestică, Pășuni din zone de pădure fino-scandinave.
La baza desemnării sitului se află mai multe specii protejate:
- plante (1): Dichelyma capillaceum
- păsări (3): cufundar polar (Gavia arctica), cocor (Grus grus), vultur pescar (Pandion haliaetus)